# Château de Marugame
Le château de Marugame (丸亀城, Marugame-jō), aussi connu sous le nom de château de Kameyama et château de Horai, est un hirayamashiro (château situé sur une colline au milieu d'une plaine), sis à Marugame, préfecture de Kagawa, au Japon. Il fait partie des douze derniers authentiques châteaux japonais.

## Histoire
Les premières fortifications sur le site de ce qui allait devenir le château de Muragame furent construites par le clan Nara mené par Nara Motoyasu qui, lui-même, était l'obligé du clan Hosokawa  durant l'époque de Muromachi. Il ne reste cependant presque plus rien de la construction à présent.

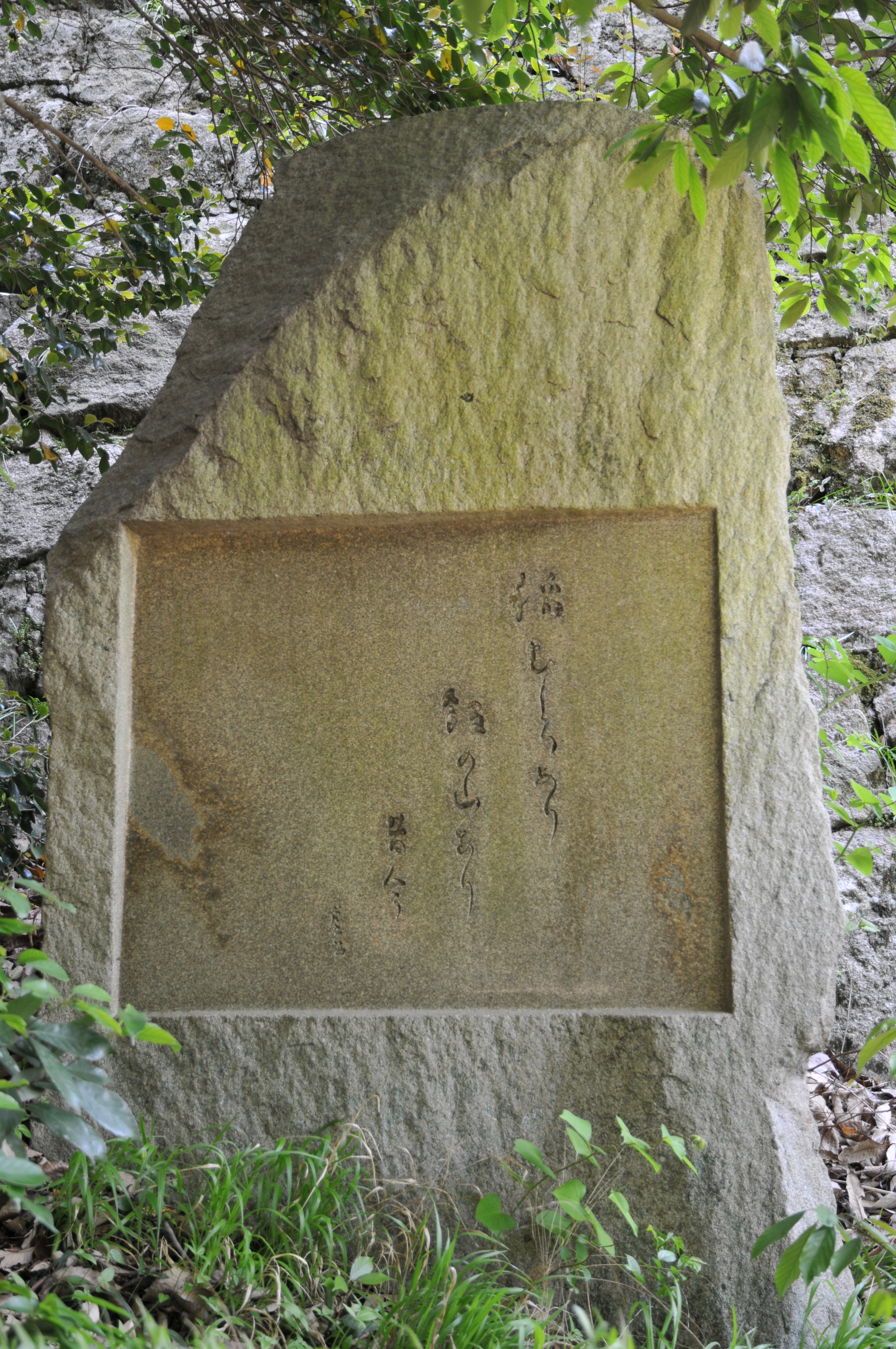
Haïku de Kyoshi Takahama.

L'origine du château remonte à 1587 quand celui-ci servait de résidence à Ikoma Chikamasa, gouverneur de la province de Sanuki. En 1597, Chikamasa fit construire le château de Takamatsu pour nouvelle résidence d'où il pourrait gouverner et transmit le château de Marugame à son fils, Ikoma Kazumasa. Kazumasa commença immédiatement à rénover le château et en fit une formidable fortification. Mais en 1615, le château fut démantelé à la suite d'un décret shogunal stipulant que chaque province ne pouvait avoir qu'un seul château.
En 1641, une petite partie de l'ouest de Sanuki (y compris ce qui restait du château de Marugame) fut accordée en fief à Ieharu Yamazaki en récompense de sa conduite durant la rébellion de Shimabara de 1638. Ieharu reconstruisit le château sur les ruines de l'original et l'essentiel de ce qui reste aujourd'hui date de cette reconstruction qu'il acheva en 1644. En 1658 cependant, le château passa aux mains du clan Kyōgoku. Celui-ci continua d'améliorer le château en reconstruisant le complexe Otemmon en 1670. Les Kyōgoku réussirent à conserver le contrôle du château jusqu'à ce que le gouvernement impérial s'en saisisse au cours de la restauration de Meiji.

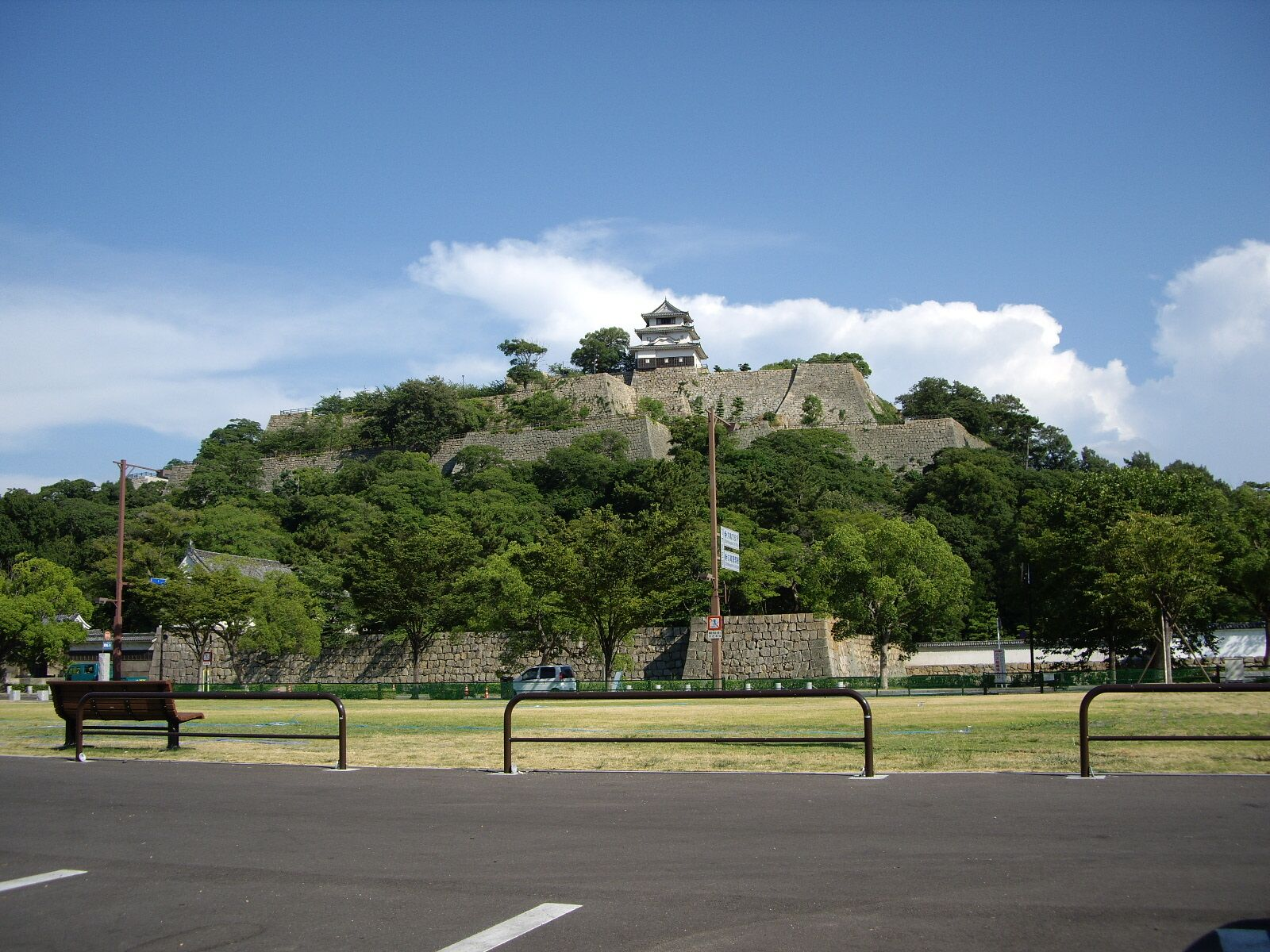
Le château sur la colline.

En 1869, un incendie dévasta le château et détruisit nombre de ses bâtiments. Ce désastre fut suivi d'une autre série de destructions quand le gouvernement impérial fit mettre à bas la plupart de ce qui restait encore debout en 1870. Peu après, la douve extérieure fut comblée.

## De nos jours
Hormis les murs en pierres, il reste peu de choses aujourd'hui des bâtiments du château, si ce n'est les portes Ote Ichino, Ote Nino, et le tenshu (donjon) qui ont bénéficié de travaux de restauration très importants en 1950. Tous ces bâtiments originaux ont été déclarés « importantes propriétés culturelles du Japon » par le gouvernement japonais. Le château de Marugame est un parmi la douzaine de châteaux japonais à avoir conservé un tenshu original en bois construit avant 1860.
Le château est situé dans le parc de Kameyama et son musée est hébergé à l'intérieur du tenshu.

## Galerie

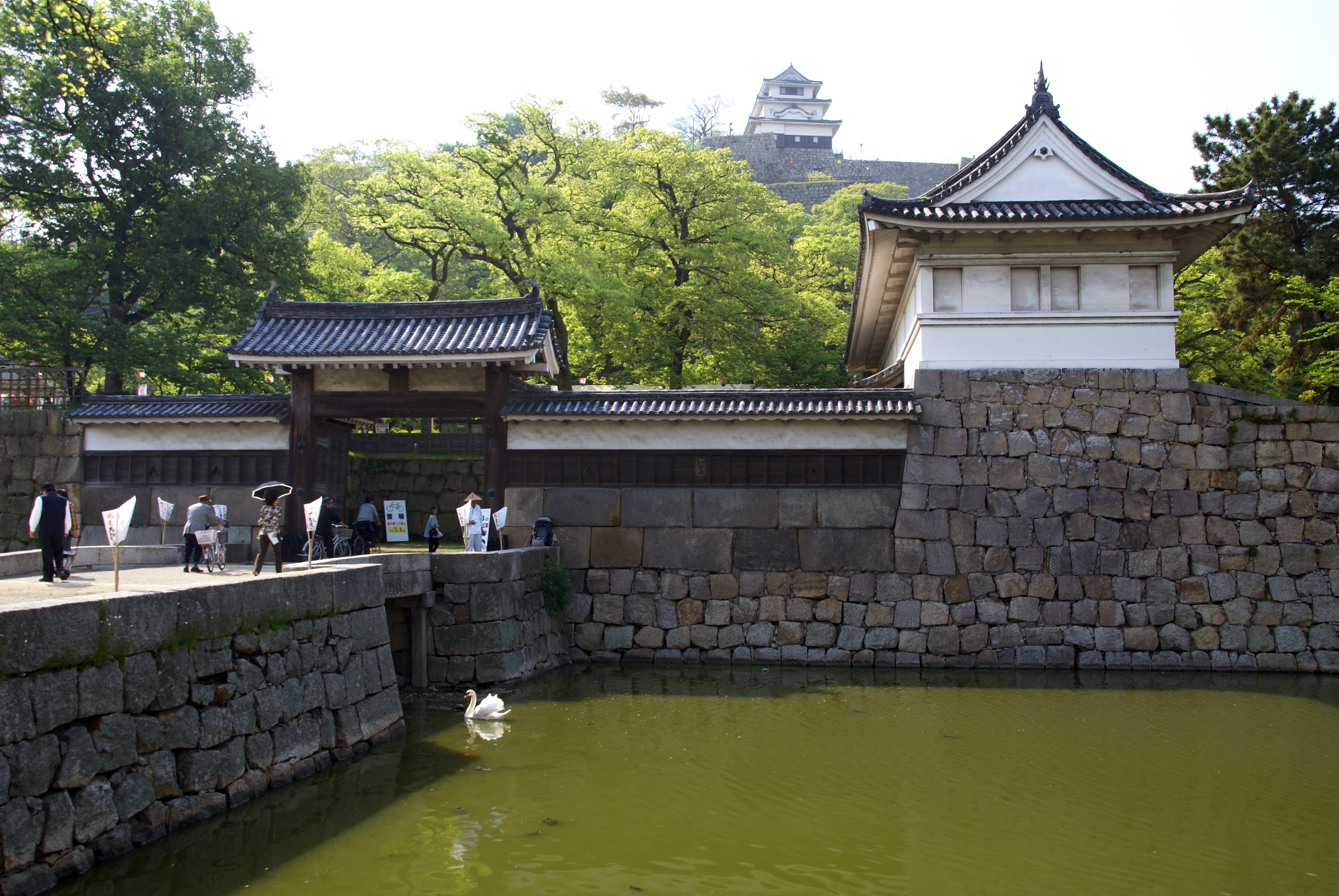
Vue de l'intérieur du château.
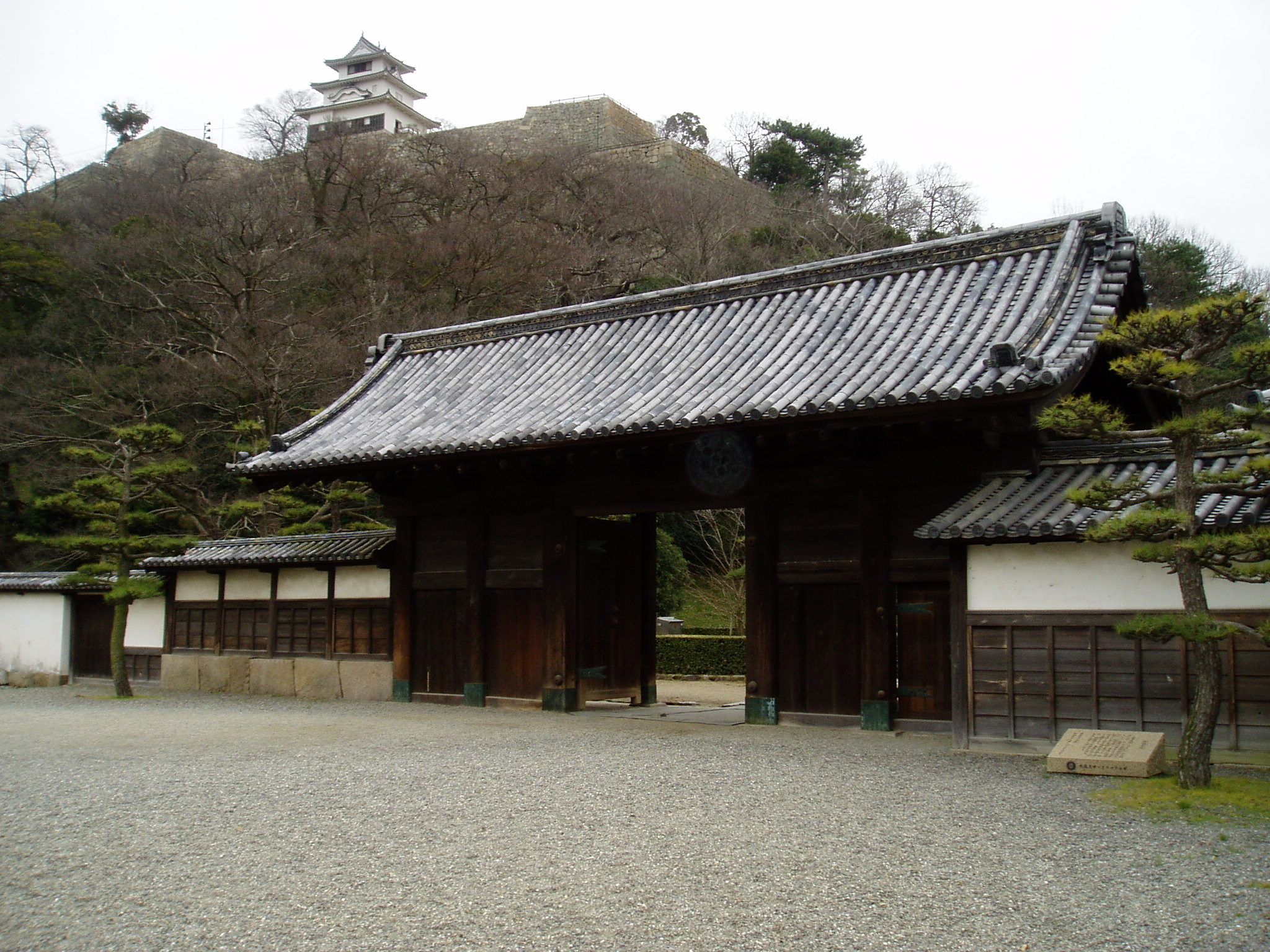
Porte Goten omote mon.
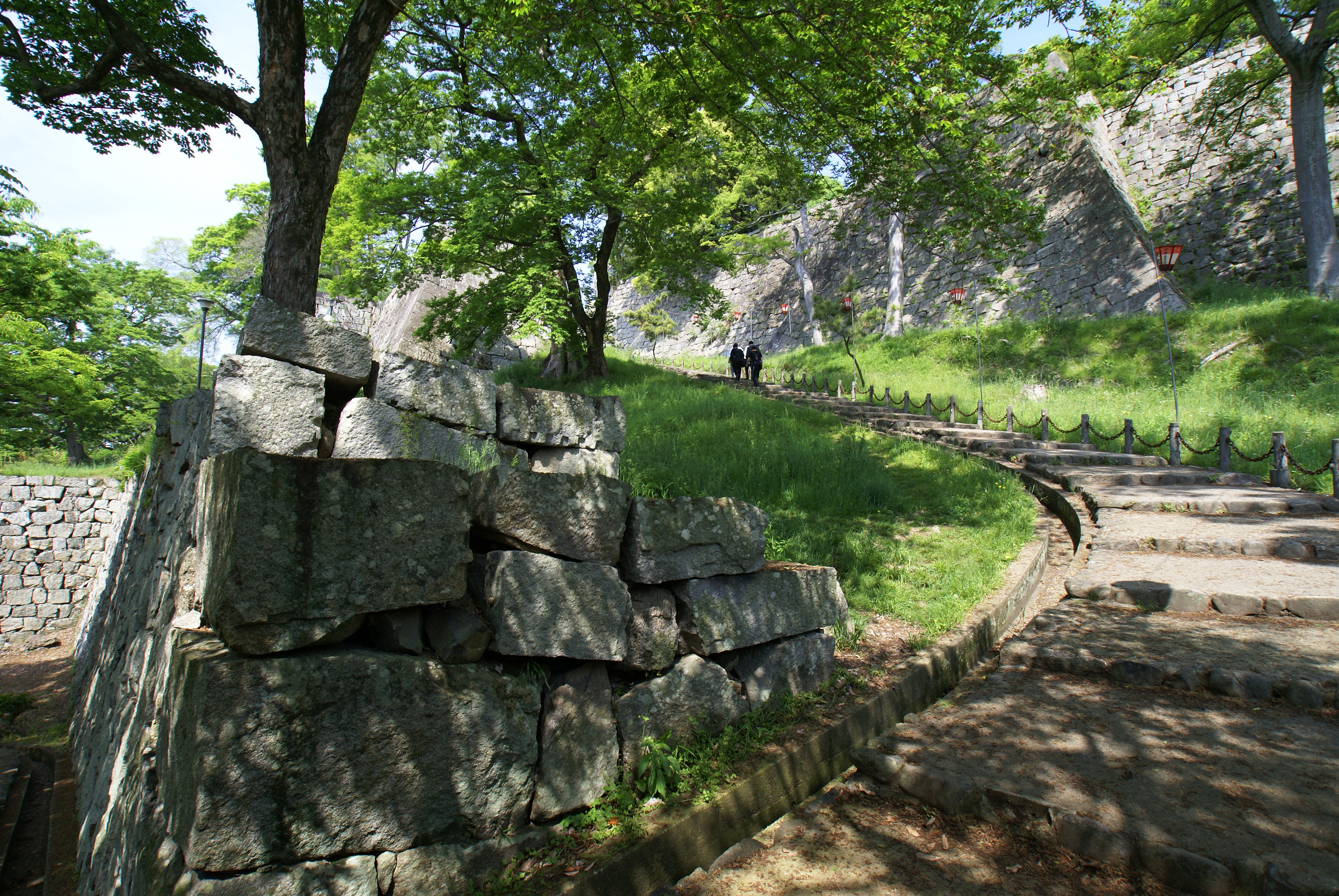
Vue des remparts.